# Bosporsko Kraljevstvo
Bosporsko Kraljevstvo je bila antička helenistička kraljevina koja se je prostirala na objema obalama kimerijskog Bospora. Razvilo se u 5. st. pr. Kr. od starogrčkih naseobina na sjevernim obalama Crnog mora i na obalama Azovskog mora.
Susjedna plemena i države bila su:
- Skitska država na Krimu na zapadu i sjeverozapadu
- Roksolani na sjeveru i sjeveroistoku
- Siraci na sjeveroistoku i istoku
- Meoti na istoku
- Tauri na jugozapadno, na jugu Krima
- Jazigi sjeverozapadno od Skita

## Povijest
Jezgru su činili starogrčki doseljenici u polisima.  480-ih pr. Kr. ti su se polisi preko preko plemićke obitelji Arhajanaktida (podrijetlom iz Mileta ili iz Mitilene) su se u Pantikapaionu dogovorili.
Arhajanaktidi su uspjeli zadržati vanjske znakove demokratske izgradnje države. Uspjeli su postići moć nasljednih vladara. Vremenom su raskinuli sa starogrčkim načinom demokratske vlasti te je preko državne strukture polisa prerasli su u monarhiju.
Sporazum s nekolicinom domorodačkih plemena postigli su iz strateških i gospodarskih razloga, jer su jedino na taj način mogli riješiti dobiti njihovu potporu i da se trgovina žitom može stabilno odvijati.
Arhajanaktidi su vladali ovom državom do 438. pr. Kr., a prema Diodoru tad su vlast preuzeli Spartokidi. Ta je dinastija vladala ovim kraljevstvom trista godina. Okolnosti pod kojima se promijenila dinastija nisu poznate. Nedvojbeno je da je ime osobe koja je utemeljila dinstiju Spartokida - Spartokos te imena nekoliko njegovih nasljednika tračka.
Ovo je kraljevstvo bilo rimska klijentska država koja je najdulje potrajala. Bila je rimskom provincijom od 63. do 68. godine. Za to je vrijeme rimsko državom carevao car Neron. 1. i 2. st. pr. Kr. bilo je doba obnovljenog zlatnog doba bosporske države. Krajem 2. st. kralj Sauromat II. nanio je ključni poraz Skitima te pripojio njihove zemlje na Krimu u svoju državu.
Napredak Bosporskog Kraljevstva temeljio se na izvozu žita, ribe i robova.

## Naselja
- Opis zemljovida 
  - I) Maeotsko jezero (Azovsko more)
  - II) Euxinsko more (Crno more) – Pontus Euxinus
  - III) Kerčki poluotok (Krim)
  - IV) Tamanski poluotok
  - 1) Feodosija – Teodozija
  - 2) Kimmerikon (lat. Cimmericum)
  - 3) Kytaia (lat. Cytaea)
  - 4) Acra - Akra
  - 5) Nymphaion (lat. Nymphaeum)
  - 6) Iluraton
  - 7) Tyritake
  - 8) Panticapaion (lat. Panticapaeum)
  - 9) Mirmekion (lat. Myrmecium)
  - 10) Parthenion (lat. Parthenium)
  - 11) Porthmion (lat. Porthmeus)
  - 12) Zenonov Chersonesos
  - 13) Heraklion
  - 14) Achilion (lat. Achileum)
  - 15) Cimmeris
  - 16) Kepoi (lat. Cepi)
  - 17) Tyrambe
  - 18) Phanagoria
  - 19) Corcondama
  - 20) Hermonassa
  - 21) Gorgippia

## Vanjske poveznice
- Vladari i kovanice Bosporskog Kraljevstva (engl.)
- Rijetke i unikatne kovanice Bosporskog Kraljevstva (engl.)